# 放射小帽螺
放射小帽螺（学名：Coccopigya punctoradiata）是小帽螺科的一個海螺物种，屬於海洋腹足纲软体动物。模式產地位於日本土佐灣。

## 分佈
本物種分佈於日本、韩国及台湾屏東縣東港鎮深海，常栖息在深海。